# KRNM
KRNM（主频率为88.1 FM）是位于北马里亚纳群岛的一个非商业教育性电台，最初由北马里亚纳大学开办，现在则由马里亚纳教育媒体服务机构开办。发射台位于塞班岛，在1996年2月19日开播。在美国联邦通信委员会登记呼号为KRNM，同时是美国全国公共广播电台的一员，经常播放全国公共广播电台的节目。

## 其他频率
| 呼号   | 频率    | 发射地 | 功率 |
| K206BM | 89.1MHz | 塞班岛 | 250W |